# 강화 능내리 석실분
강화 능내리 석실분(江華 陵內理 石室墳)은 인천광역시 강화군 양도면 능내리에 있는 석실분이다. 1995년 3월 2일 인천광역시의 기념물 제28호로 지정되었다.

## 개요
강화 능내리 석실분은 고려시대의 왕릉급 무덤이다. 무덤 앞 양편에는 망주석으로 추정되는 사각 석주가 남아 있으며, 사각 석주의 3면에는 내용을 알 수 없는 문양이 양각되어 있다. 고려시대 지배층의 무덤으로 알려진 이 고분은 과거 도굴로 인하여 석실이 노출되어 있어 보존·정비의 필요성이 꾸준히 제기됨에 따라 이를 위한 발굴을 2006년 말에서 2007년 초에 이르기까지 실시하게 되었다. 석실 내부는 화강암을 잘 다듬어 축조되었으며, 봉분구조물과 석실, 건물지가 양호하게 남아 있어 고려시대 지배계급 묘제의 전형을 보여주는 사례로 확인되었다. 출토유물로는 청자편, 각종 금은제장식 파편, 유리그릇편·구슬류, 상부원보(祥符元寶) 1점, 은제못, 금박장식 관재 등 소량이지만 다양하게 출토되었다. 특히 봉황머리를 나타낸 은제장식편의 경우 문양이 있는 곳에만 도금처리하여 장식적 효과가 뛰어나도록 한 것이 특징적이다. 봉황문양은 전통적으로 왕비를 상징하는 문양으로 대몽항쟁기 강화에서 사망하였으나 능이 확인되지 않은 희종의 왕비인 성평왕후나 고종의 왕비인 안혜태후의 묘로 추정하고 있다.

## 참고 문헌
- 강화 능내리 석실분 - 국가유산청 국가유산포털